# Cornus multinervosa
Cornus multinervosa — вид квіткових рослин з родини деренових (Cornaceae).

## Біоморфологічна характеристика
Це листопадне дерево 4–8(15) метрів заввишки. Кора чорно-коричнева. Молоді гілки зелені чи пурпурувато-зелені, слабо запушені білими притиснутими трихомами; старі гілки сірувато-пурпурні чи сірувато-бурі, голі, з білими еліптичними сочевичками. Листкова пластинка вузько-еліптична чи яйцювато-еліптична, 6–13 × 3–6 см, абаксіально (низ) світло-зелена, запушена білими притиснутими трихомами, край цільний чи рідко непомітно хвилястий, верхівка загострена. Суцвіття кулясте, ≈ 1 см у діаметрі. Пелюстки вузько-еліптичні, ≈ 2.5 × 1 мм. Пиляки чорно-коричневі, еліпсоїдні. Складний плід у зрілості червоний, кулястий, 12–16 мм у діаметрі. Цвітіння: травень — червень; плодіння: жовтень — листопад.

## Поширення
Росте в Азії: Китай (Сичуань, Юньнань). Населяє змішані ліси; 900–2700 метрів.